# ارنست کادین
ارنست کادین (فرانسوی: Ernest Cadine‎؛ ۱۲ ژوئیه ۱۸۹۳ – ۲۸ مه ۱۹۷۸) وزنه‌بردار اهل فرانسه بود.
وی در مسابقات کشوری و بین‌المللی در مجموع برندهٔ ۱ مدال طلا شده‌است.